# Barzago
Barzago là một đô thị trong tỉnh Lecco, trong vùng Lombardia của Ý, cự ly khoảng 35 km về phía đông bắc của Milan và khoảng 13 km về phía tây nam của Lecco. Tại thời điểm ngày 31 tháng 12 năm 2004, đô thị này có dân số 2.538 người và diện tích là 3,6 km².
Đô thị Barzago có các frazioni (các đơn vị dân cư trực thuộc, chủ yếu là các làng) Verdegò and Bevera.
Barzago giáp các đô thị: Barzanò, Bulciago, Castello di Brianza, Cremella, Dolzago, Garbagnate Monastero, Sirone, Sirtori.